# Duam-dong
Duam-dong (koreanska: 두암동)  är en stadsdel i stadsdistriktet Buk-gu i staden Gwangju i den sydvästra delen av Sydkorea,  270 km söder om huvudstaden Seoul.

## Indelning
Administrativt är Duam-dong indelat i:
| Namn    | Namn             | Yta km² | Invånare 31 dec 2020 |
| ------- | ---------------- | ------- | -------------------- |
| 두암1동 | Duam 1(il)-dong  | 0,85    | 8 018                |
| 두암2동 | Duam 2(i)-dong   | 1,64    | 16 537               |
| 두암3동 | Duam 3(sam)-dong | 1,04    | 13 960               |